# Gregg Harper
Gregory Harper dit Gregg Harper, né le 1er juin 1956 à Jackson (Mississippi), est un homme politique américain, élu républicain du Mississippi à la Chambre des représentants des États-Unis depuis 2009.

## Biographie
Gregg Harper est originaire de Jackson, capitale du Mississippi. Après des études de droit au Mississippi College et à l'université du Mississippi, il devient avocat. Il est notamment procureur de Brandon et de Richland.
Il préside le Parti républicain du comté de Rankin de 2000 à 2007. En 2008, il se présente à la Chambre des représentants des États-Unis dans le 3e district du Mississippi. Il est élu avec 62,5 % des voix face au démocrate Joel Gill. Il est depuis réélu tous les deux ans avec plus de 68 % des suffrages.
Durant le 113e congrès, il préside la commission sur la bibliothèque du Congrès. Lors du congrès suivant, il dirige la commission sur l'impression.